# Lew Woronin
Lew Aleksiejewicz Woronin (ros. Лев Алексе́евич Воро́нин, ur. 22 lutego 1928 w Permie, zm. 24 czerwca 2008 w Moskwie) – radziecki polityk, I wicepremier ZSRR (1989–1991), wicepremier ZSRR (1985–1989).

## Życiorys
W latach 1944–1949 studiował w Uralskim Instytucie Politechnicznym im. Kirowa w Swierdłowsku, po czym został inżynierem mechanikiem, pracował w fabryce nr 356 w Swierdłowsku, w latach 1959–1963 główny inżynier przedsiębiorstwa nr 33 w Kamieńsku Uralskim. Od 1953 należał do KPZR, w 1963 główny inżynier przedsiębiorstwa nr 340 Środkowouralskiego Sownarchozu w Swierdłowsku, również od 1963 szef zarządu przemysłu radiotechnicznego i elektronicznego Środkowo-uralskiego Sownarchozu w Swierdłowsku, od 1965 dyrektor fabryki mechanicznej Ministerstwa Przemysłu Obronnego w obwodzie moskiewskim, od 1968 szef departamentu tego ministerstwa. Od 1969 szef Głównego Departamentu Planowo-Produkcyjnego Ministerstwa Przemysłu Obronnego ZSRR, w latach 1972–1979 wiceminister przemysłu obronnego ZSRR, w latach 1979–1980 I wiceminister przemysłu obronnego ZSRR, od października 1980 I zastępca szefa Gospłanu ZSRR. Od listopada 1985 do czerwca 1989 zastępca przewodniczącego Rady Ministrów ZSRR, od lipca 1989 do grudnia 1990 I zastępca przewodniczącego Rady Ministrów ZSRR, następnie na emeryturze. W latach 1981–1990 członek KC KPZR. Deputowany do Rady Najwyższej ZSRR X i XI kadencji. Pochowany na Cmentarzu Trojekurowskim w Moskwie.

## Odznaczenia i nagrody
- Order Lenina
- Order Czerwonego Sztandaru Pracy
- Order „Znak Honoru”
- Nagroda Leninowska